# Themiste blanda
Themiste blanda är en stjärnmaskart som först beskrevs av Emil Selenka, de Man in Selenka, de Man och Bnlow 1883.  Themiste blanda ingår i släktet Themiste och familjen Themistidae. Inga underarter finns listade i Catalogue of Life.